# Catherine Hooper
Pour les articles homonymes, voir Hooper.
Catherine Hooper est une entrepreneuse américaine qui était fiancée à Andrew Madoff.

## Biographie
Catherine Hooper a grandi dans le nord de l'État de New York. Elle travaillait dans un magasin qui vendait du matériel de pêche haut de gamme lorsqu'elle a rencontré Madoff.
Elle a emménagé avec Madoff en fin 2008, peu de temps avant que le père de Andrew, Bernie Madoff, n'avoue qu'il avait fraudé avec un énorme système de Ponzi.
En 2011, l'éditeur Little, Brown & Company a déclaré que son calendrier de sortie pour l'automne comprenait un livre relatant «l'histoire privée de la vie de l'une des figures les plus controversées de notre temps».  Après qu'une fuite ait semblé révéler que Catherine Hooper et Laurie Sandell étaient les co-auteures du livre, des membres de la maison d'édition ont supposé que le livre concernait Bernie Madoff. Lorsque "Vérité et conséquences: la vie dans la famille Madoff" a été publié, Sandell était le seul auteur crédité.
Madoff a aidé Catherine Hooper à créer Black Umbrella, une organisation qui a aidé les gens à s'organiser après des catastrophes.
Madoff a été diagnostiqué atteint d'un cancer en 2003, mais était en rémission. Il a recommencé un traitement contre le cancer, après avoir fait une rechute en 2011. Il a eu une greffe de cellules souches en mi-2014 et son rétablissement semblait prometteur, jusqu'à ce qu'il meure des complications soudaines en septembre 2014.
La succession de Madoff valait nominalement 16 millions de dollars. Il avait tenté de créer un fonds fiduciaire qui devait verser à Catherine Hooper 50 000 $ par mois. Cependant, Irving Picard, le syndic de faillite qui se bat pour récupérer l'argent des clients escroqués de Bernie Madoff, a immobilisé ses fonds. Catherine Hooper a déclaré que lorsque Madoff est décédé, elle avait rapidement réduit la taille de son appartement pour un plus petit de 46 m², où elle et sa fille partageaient un lit superposé.
Catherine Hooper a été joué par Lily Rabe dans le film The Wizard of Lies (2017).